# مارلنا کوالیک
مارلنا کوالیک (انگلیسی: Marlena Kowalik؛ زادهٔ ۹ ژوئن ۱۹۸۴) بازیکن فوتبال اهل آلمان است.
از باشگاه‌هایی که در آن بازی کرده‌است می‌توان به باشگاه فوتبال اس‌جی‌اس اسن و باشگاه فوتبال اف‌سی‌آر ۲۰۰۱ دویسبورگ اشاره کرد.
وی همچنین در تیم‌های ملی فوتبال زنان لهستان بازی کرده‌است.